# Clare Proctor
Clara Harrington Copeman (* 6. Juni 1923 als Clara Harrington Proctor; † Juni 2019) war eine australische Tennisspielerin. Sie trat in ihrer Karriere als Clare Proctor an.

## Karriere
Clare Proctor trat zwischen 1946 und 1954 acht Mal bei den Australian Championships an. Ihre besten Ergebnisse waren zweimal das Erreichen das Viertelfinales im Einzel in den Jahren 1948 und 1951, zweimal der Schritt ins Doppelhalbfinale 1947 mit Pat Jones und 1954 an der Seite von Thelma Long und letztendlich die Finalteilnahme im Mixed von 1951 gemeinsam mit ihrem Landsmann Jack May, das sie in drei Sätzen verloren.
Bei ihrer einzigen Teilnahme bei den Wimbledon Championships im Jahr 1951 erreichte sie im Einzel die dritte Runde. Während derselben Turnierreise in Europa konnte sie an der Seite von Nancye Bolton den Doppeltitel in Oslo gewinnen.

## Finalteilnahmen bei Grand-Slam-Turnieren

### Mixed
| Nr. | Datum           | Turnier                  | Belag | Partnerin | Finalgegnerinnen               | Ergebnis      |
| --- | --------------- | ------------------------ | ----- | --------- | ------------------------------ | ------------- |
| 1.  | 31. Januar 1951 | Australian Championships | Rasen | Jack May  | Thelma Long George Worthington | 4:6, 6:3, 2:6 |

## Persönliches
Am 22. September 1954 heiratete Clare Proctor Frederick George Copeman, mit dem sie zwei Kinder und fünf Enkel hatte. Die Ehe hatte bis zu seinem Tod im Jahr 2004 Bestand. Im Juni 2019 starb sie.